# Gerry Francis
Gerald ("Gerry") Charles James Francis (Chiswick, 6 december 1951) is een voormalige Engels voetbalinternational en voetbaltrainer. Tegenwoordig is hij werkzaam als veldtrainer bij Stoke City.

## Voetbalcarrière
Gerry Francis maakte zijn debuut voor Queens Park Rangers tegen Liverpool FC in maart 1969. In de jaren daarna was hij een belangrijke speler voor QPR op het middenveld en had ook een groot aandeel aan de tweede plek van de club in de Premier League in 1976. In die tijd kwam hij ook twaalf keer uit voor het nationale team van Engeland, in acht wedstrijden daarvan was ook hij aanvoerder van het nationale team.
In 1979 verliet Francis de club voor Crystal Palace FC, maar naar twee seizoenen keerde hij weer terug naar QPR. Zijn later voetbalcarrière tekende zich door het vele blessureleed. In 1985 stopte hij met voetballen bij de club Bristol Rovers.

## Trainerscarrière
Nadat Francis zijn actiefe carrière had afgesloten bij Bristol Rovers, volgde hij laterd dat seizoen manager Bobby Gould. Hij wist met de club in 1990 promotie af te dwingen, voordat hij in 1991 terugkeerde bij Queens Park Rangers. Na drie redelijk succesvolle jaren als trainer van zijn eigen club maakte hij in 1994 de overstap naar Tottenham Hotspur. De naam van Francis werd ook een tijdlang genoemd voor de vacante positie van bondscoach, maar deze baan bemachtigde Terry Venables in '94. In 1998 keerde Francis opnieuw terug naar zijn jeugdliefde, Queens Park Rangers. Uiteindelijk was zijn baan als manager bij Bristol Rovers de laatste tot op heden. Tegenwoordig is als veldtrainer actief bij Stoke City.

## Media
- Gerry Francis is vaak te zien analist bij de televisiezender Sky Sports.